# 손바닥TV
손바닥TV는 MBC C&I가 기획 및 제작하고 스마트 기기와 인터넷을 통해 방송했던 방송국이다. iMBC에서 서비스를 제공했다.
2011년 12월 2일에 최초의 스마티 기기 전용 채널이라는 슬로건을 내걸고 개국했으며 리얼라이브 소셜TV를 표방했다. 황희만 대표는 “손바닥TV는 3G · 4G 이동 통신과 와이파이(WiFi)가 제공되는 곳이라면 세계 어디에서든 시청할 수 있다.”고 했다. 첫 회부터 스마트폰 영상 통화를 통해 생생한 현장 소식을 전하며 최대 4명과 영상통화로 방송할 수 있었다.
손바닥TV에서 방영된 주요 프로그램으로는 《이상호의 손바닥 뉴스》, 《박명수의 움직이는 TV》, 《김용수의 손바닥 경제》, 《M4의 고도리쇼》, 《최일구의 소셜데스크》, 《중년탐정 김정일》 등이 있었다. 그러나 2012년 4월 30일에 황희만 MBC C&I 대표가 김재철 MBC 사장에 의해 전격 경질당했는데, 김재철 사장이 방송문화진흥회 이사회에서 《이상호의 손바닥 뉴스》가 BBK 주가 조작 사건에 관한 새로운 특종을 보도한 것을 문제삼았다는 지적이 나왔다. 그러다가 MBC 이사회는 2012년 12월 14일에 손바닥TV가 개국 이후에 60억 원에 달하는 적자를 낸 점, 경제성과 미래 비전이 없다는 점을 내세워 2012년 12월 31일을 기해 손바닥TV 방송을 종료하기로 결정했다.